# Bad Copy

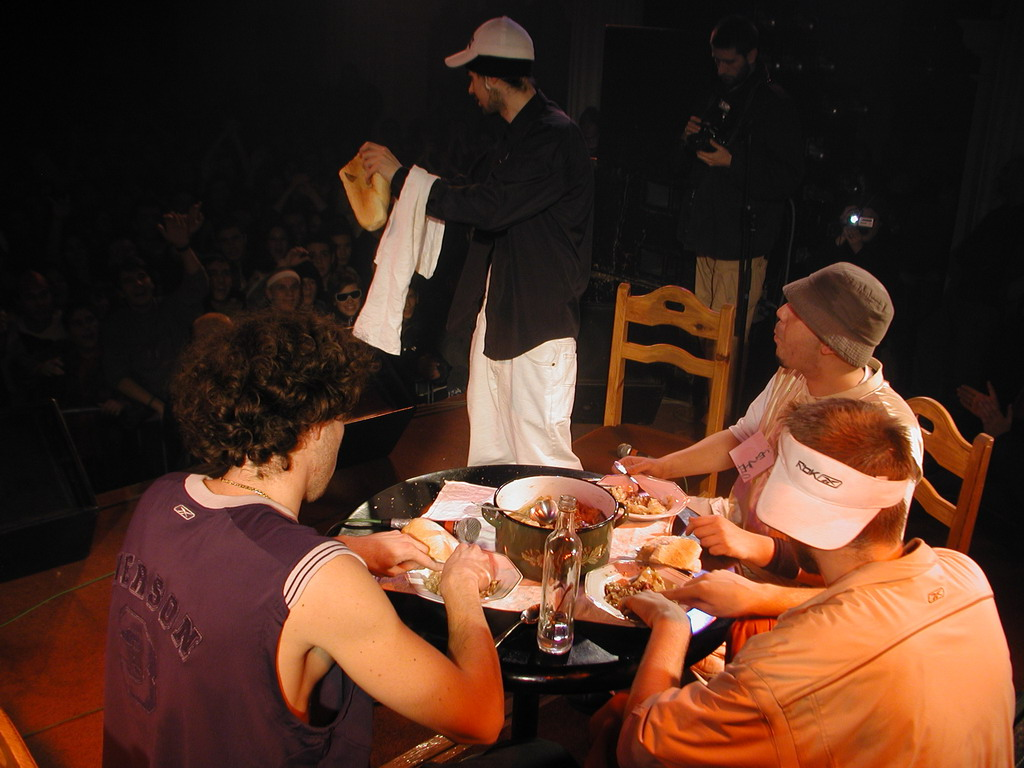
Bad Copy 2003

Bad Copy ist ein 1996 gegründetes Hip-Hop-Trio aus Belgrad. Die Mitglieder sind Ajs Nigrutin (Vladan Aksentijević), Timbe (Rašid Kurtanović) und Wikluh Sky (Đorđe Miljenović). Der Stil ihrer Texte ist zumeist ein selbstironischer Slapstick. Die Bandmitglieder kooperieren bisweilen mit anderen auf dem Westbalkan bekannten Rapacten wie Edo Maajka.

## Diskografie
- Orbod Mebej (1996, ITMM)
- Sve sami hedovi (2003, One Records)
- Najgori do sada (2006, Prohibicija)